# Blundell Castle
Blundell Castle ist die Ruine einer Höhenburg auf einem Hügel über der Stadt Edenderry im irischen County Offaly. Daneben steht ein Wasserturm.

## Geschichte
Die Burg ließen die De Berminghams im 15. Jahrhundert errichten. Im 16. Jahrhundert gehörte sie der Familie Colley und so wurde Edenderry damals „Coolestown“ oder „Colleytown“ genannt. Im Jahre 1599, im neunjährigen Krieg, verteidigte Sir George Colley Blundell Castle gegen einen Angriff der O'Neills. Im Mai 1691 griffen die Truppen des englischen Königs Jakob II. die Burg an und beschädigten sie. Seither ist sie eine Ruine.
In der Nähe von Blundell Castle gibt es einen Tunneleingang und die Leute aus Edenderry erzählen sich, dass dieser Tunnel von Blundell Castle zum Carbury Castle führe, also über eine Strecke von etwa 8 km. Falls der Tunnel wirklich beide Burgen verbindet, könnte er von den De Berminghams zum Zwecke der Kommunikation in Kriegszeiten angelegt worden sein. Im 19. Jahrhundert wurde Edenderry von einem Lord Downshire beherrscht und man sagt, dass dessen Gattin diesen Tunnel dazu nutzte, ihren Geliebten im Carbury Castle zu treffen. Es scheint aber, dass Lord Downshire hinter diese Affäre kam und seine Frau deshalb ermordete.